# 우오즈시
우오즈시(일본어: 魚津市)는 일본 도야마현 동부에 있는 인구 규모 7번째의 시이다.
연안 지역의 신기루와 반디 오징어의 도시로 유명하며 일본의 특별 천연기념물로 지정되어 있는 우오즈 매몰림(魚津埋没林)이 있다.

## 지리
도야마평야 동부에 위치하고 해안선과 병행하는 형태로 철도, 국도, 고속도로가 지난다. 서쪽에는 신기루가 보이는 도야마만이 있다. 연안에는 천연기념물인 우오즈 매몰림이 존재한다. 산간부의 일부(게카치산 부근)는 주부 산악 국립공원으로 지정되어 있다. 시내 대부분은 완만한 경사를 이루고 우오즈역 북부를 축으로 말의 등과 같은 지형을 하고 있다.

## 역사
1394년 무렵에 우오즈의 산에서 금이 발견되어 사람들이 유입되었고 마쓰쿠라성 주변 지역은 지방의 중심지가 되었다. 이후 마쓰쿠라성은 파괴되었고 중심지는 바다와 가까운 우오즈성 주변에 재건되었다. 1582년에 우에스기 가게카쓰와 오다 노부나가 휘하의 시바타 가쓰이에 사이에 우오즈성 전투가 격렬하게 벌어졌다. 우에스기씨 휘하의 병사 4천 명은 4만 명의 군대를 맞아 세 달 동안 버텼으나 결국 함락되었다. 그러나 오다 노부나가가 혼노지의 변으로 암살되면서 노부나가군은 포위를 풀고 후퇴해야만 했다.
1871년 폐번치현으로 아라카와현이 탄생하였고 우오즈에 현청이 놓였다. 1908년에 우오즈역이 완공되었다. 1918년에 쌀 가격이 오르면서 우오즈항에서 폭동이 발생해 일본 전역으로 퍼져나갔는데 이 사건은 데라우치 내각의 실각을 초래하였다. 1954년에 시모니카와군의 1정 11촌이 합병해 우오즈시가 성립하였다. 1956년 우오즈에 대화재가 발생해 많은 건물들이 불탔다.

## 교통

### 철도
- 아이노카제토야마 철도 아이노카제토야마 철도선
- 도야마 지방 철도 본선

### 도로
- 호쿠리쿠 자동차도
- 국도 8호선

## 인구
| 연도 | 인구   | ±%    |
| ---- | ------ | ----- |
| 1970 | 47,124 | —     |
| 1980 | 49,512 | +5.1% |
| 1990 | 49,514 | +0.0% |
| 2000 | 47,136 | −4.8% |
| 2010 | 44,959 | −4.6% |
| 2020 | 40,535 | −9.8% |

## 기후
| 우오즈시의 기후                                              | 우오즈시의 기후 | 우오즈시의 기후 | 우오즈시의 기후 | 우오즈시의 기후 | 우오즈시의 기후 | 우오즈시의 기후 | 우오즈시의 기후 | 우오즈시의 기후 | 우오즈시의 기후 | 우오즈시의 기후 | 우오즈시의 기후 | 우오즈시의 기후 | 우오즈시의 기후  |
| 월                                                           | 1월             | 2월             | 3월             | 4월             | 5월             | 6월             | 7월             | 8월             | 9월             | 10월            | 11월            | 12월            | 연간             |
| ------------------------------------------------------------ | --------------- | --------------- | --------------- | --------------- | --------------- | --------------- | --------------- | --------------- | --------------- | --------------- | --------------- | --------------- | ---------------- |
| 역대 최고 기온 °C (°F)                                       | 19.2 (66.6)     | 22.4 (72.3)     | 27.6 (81.7)     | 30.7 (87.3)     | 32.5 (90.5)     | 33.1 (91.6)     | 37.9 (100.2)    | 37.8 (100.0)    | 36.4 (97.5)     | 33.5 (92.3)     | 27.1 (80.8)     | 24.9 (76.8)     | 37.9 (100.2)     |
| 일평균 최고 기온 °C (°F)                                     | 6.2 (43.2)      | 6.8 (44.2)      | 10.9 (51.6)     | 16.8 (62.2)     | 21.9 (71.4)     | 25.0 (77.0)     | 29.0 (84.2)     | 30.6 (87.1)     | 26.5 (79.7)     | 21.0 (69.8)     | 15.3 (59.5)     | 9.4 (48.9)      | 18.3 (64.9)      |
| 일일 평균 기온 °C (°F)                                       | 2.7 (36.9)      | 2.9 (37.2)      | 6.2 (43.2)      | 11.7 (53.1)     | 16.9 (62.4)     | 20.7 (69.3)     | 24.7 (76.5)     | 25.9 (78.6)     | 21.9 (71.4)     | 16.4 (61.5)     | 10.7 (51.3)     | 5.5 (41.9)      | 13.9 (56.9)      |
| 일평균 최저 기온 °C (°F)                                     | −0.3 (31.5)     | −0.5 (31.1)     | 1.9 (35.4)      | 6.8 (44.2)      | 12.2 (54.0)     | 16.8 (62.2)     | 21.2 (70.2)     | 22.1 (71.8)     | 18.2 (64.8)     | 12.3 (54.1)     | 6.6 (43.9)      | 2.0 (35.6)      | 9.9 (49.9)       |
| 역대 최저 기온 °C (°F)                                       | −8.8 (16.2)     | −9.3 (15.3)     | −7.1 (19.2)     | −1.8 (28.8)     | 3.8 (38.8)      | 8.3 (46.9)      | 14.3 (57.7)     | 14.6 (58.3)     | 10.4 (50.7)     | 2.8 (37.0)      | −1.0 (30.2)     | −6.7 (19.9)     | −9.3 (15.3)      |
| 평균 강수량 mm (인치)                                        | 254.7 (10.03)   | 165.5 (6.52)    | 176.8 (6.96)    | 161.4 (6.35)    | 154.0 (6.06)    | 180.9 (7.12)    | 276.1 (10.87)   | 206.9 (8.15)    | 233.6 (9.20)    | 203.5 (8.01)    | 255.1 (10.04)   | 304.6 (11.99)   | 2,588.3 (101.90) |
| 평균 강설량 cm (인치)                                        | 133 (52)        | 112 (44)        | 21 (8.3)        | 2 (0.8)         | 0 (0)           | 0 (0)           | 0 (0)           | 0 (0)           | 0 (0)           | 0 (0)           | 1 (0.4)         | 55 (22)         | 325 (128)        |
| 평균 강수일수 (≥ 1.0 mm)                                     | 23.1            | 18.9            | 17.3            | 13.4            | 11.9            | 11.5            | 13.8            | 10.8            | 12.9            | 13.4            | 17.5            | 22.4            | 186.9            |
| 평균 강설일수 (≥ 3 cm)                                       | 11.8            | 10.9            | 2.2             | 0.2             | 0               | 0               | 0               | 0               | 0               | 0               | 0.1             | 5.2             | 30.4             |
| 평균 월간 일조시간                                           | 60.8            | 87.6            | 134.0           | 169.8           | 195.0           | 147.5           | 147.0           | 201.4           | 141.0           | 141.9           | 99.3            | 62.8            | 1,593.5          |
| 출처: 일본 기상청 (평년값: 1991년~2020년, 극값: 1978년~현재) |                 |                 |                 |                 |                 |                 |                 |                 |                 |                 |                 |                 |                  |